# Miguel Leal (Reiter)
António Miguel Santa Marta Faria Leal (* 10. März 1961 in Lissabon; † 25. Oktober 2021) war ein portugiesischer Springreiter.

## Karriere
Miguel Leal nahm an einigen Nationenpreisprüfungen teil und belegte bei den Olympischen Sommerspielen 1996 in Atlanta auf seinem Pferd Surcouf de Revel im Springreiten den 58. Platz.